# فالج (مكيال)
الفالج هو مكيال إسلامي يستعمل في الكيل أثناء العصور الإسلامية. وأصله من الفلج وهو مكيال ضخم.

## المصدر
عن كتاب حقيقة الدينار والدرهم والصاع والمد لأبي العباس أحمد العزفي السبتي.